# Marco Seefried
Pas d'image ? Cliquez ici
Marco Seefried, né le 17 février 1976 à Wemding en Allemagne, est un pilote automobile allemand.

## Palmarès

### 24 Heures du Mans
| Année | Equipe                | Coéquipiers                  | Voiture         | Classe | Tours | Pos. | Class Pos. |
| ----- | --------------------- | ---------------------------- | --------------- | ------ | ----- | ---- | ---------- |
| 2015  | Dempsey-Proton Racing | Patrick Dempsey Patrick Long | Porsche 911 RSR | GTE Am | 331   | 22e  | 2e         |

### Championnat du monde d'endurance FIA
| Année | Équipe                | Classe   | Voiture         | Moteur                    | 1     | 2     | 3     | 4     | 5     | 6     | 7     | 8     | Position | Points |
| ----- | --------------------- | -------- | --------------- | ------------------------- | ----- | ----- | ----- | ----- | ----- | ----- | ----- | ----- | -------- | ------ |
| 2015  | Dempsey Racing-Proton | LMGTE Am | Porsche 911 RSR | Porsche 4,0 l Flat-6 Atmo | SIL 6 | SPA 5 | LMS 2 | NÜR 4 | CDA 4 | FUJ 1 | SHA 4 | BHR 3 | 5e       | 131    |

### WeatherTech SportsCar Championship
| Année | Ecurie        | Châssis                | Moteur                    | Classe | 1      | 2      | 3   | 4   | 5     | 6   | 7   | 8   | 9   | 10  | 11     | 12 | Position | Points |
| ----- | ------------- | ---------------------- | ------------------------- | ------ | ------ | ------ | --- | --- | ----- | --- | --- | --- | --- | --- | ------ | -- | -------- | ------ |
| 2015  | Magnus Racing | Porsche 911 GT America | Porsche 4,0 l Flat-6 Atmo | GTD    | DAY 11 | SEB 11 | LBH | LGA | WGL 2 | MOS | ELK | VIR | AUS | ATL |        |    | 20e      | 77     |
| 2016  | Magnus Racing | Audi R8 LMS            | Audi 5,0 l V10 Atmo       | GTD    | DAY 1  | SEB 3  | LGA | BEL | WGL   | MOS | LIM | ELK | VIR | AUS | ATL 11 |    | 19e      | 88     |

### Asian Le Mans Series
| Année | Ecurie      | Châssis | Moteur | Classe | 1     | 2     | 3     | 4     | Position | Points |
| ----- | ----------- | ------- | ------ | ------ | ----- | ----- | ----- | ----- | -------- | ------ |
| 2014  | AAI-Rstrada |         |        | GT     | INJ 1 | FUJ 2 | SHA 4 | SEP 3 | 2e       | 70     |

### European Le Mans Series
| Année | Ecurie             | Châssis         | Moteur                    | Classe | 1     | 2   | 3     | 4     | 5     | 6     | Position | Points |
| ----- | ------------------ | --------------- | ------------------------- | ------ | ----- | --- | ----- | ----- | ----- | ----- | -------- | ------ |
| 2016  | Proton Competition | Porsche 911 RSR | Porsche 4,0 l Flat-6 Atmo | LMGTE  | SIL 8 | IMO | RBR 6 | LEC 6 | SPA 4 | EST 6 | 10e      | 40     |
| 2019  | Proton Competition | Porsche 911 RSR | Porsche 4,0 l Flat-6 Atmo | LMGTE  | LEC 7 | MON | BAR   | SIL   | SPA   | POR   | 8e*      | 6*     |

N.B. * Saison en cours. Les courses en « gras » indiquent une pole position, les courses en « italique » indiquent le meilleur tour de course.